# 邱議瑩
邱議瑩（1971年6月1日—），中華民國政治人物，民主進步黨籍，現任立法委員。出身屏東縣客家人，政治歷練豐富，擔任過二屆國大代表和六屆立法委員，曾任客家委員會副主任委員、民進黨立法院黨團書記長、副書記長、副幹事長、民進黨中央常務委員、中央執行委員、中央評議委員，以及第三屆國民大會代表和任務型國大代表，並任民進黨國大黨團副幹事長。

## 早年及背景
邱議瑩出身屏東縣客家人：爺爺邱慶德是中國國民黨地方派系林派重要成員，曾任屏東市市長和屏東市市民代表會主席；父親邱茂男亦是國民黨屏東縣議會議員出身，後因屏東市市長未獲提名脫黨成為黨外，當選臺灣省諮議會議員、曾於美麗島事件受難；胞弟邱名璋曾任屏東縣議員；胞弟邱彰信曾任中華航空空中用品供應處副總經理、聯合管制處處長；堂弟邱凱偉為藝人。

## 從政經歷

### 青年從政
1996年，邱議瑩以24歲又10個月之齡成為中華民國政府遷台以來歷史上最年輕的國民大會代表。
1998年，邱議瑩以27歲之齡成為民主進步黨歷史上最年輕的中常委。

### 第7屆立法委員
2009年4月2日，邱議瑩在立法院內政委員會進行程序發言时，與時任中國國民黨立委李慶華發生口角與肢體衝突。台北地檢署2009年9月8日偵查終結，依公然侮辱罪將邱議瑩向法院聲请簡易判決。

### 第8屆立法委員
2013年4月19日，邱議瑩因不滿法務部把陳水扁移到台中培德監獄，率領一行十餘人，前去法務部於11時30分召開的記者會「踢館」搶佔發言台，把法務部政務次長陳明堂團團圍住，之後直接硬闖法務部部長曾勇夫的辦公室，因辦公室大門深鎖，電燈關上，邱議瑩情緒激動，踹破部長辦公室的大門，霸佔部長辦公室，直到下午1時才離開。
2013年4月20日，法務部以妨害公務、毀損公務、侮辱公署、毀損等罪嫌函請臺北地檢署法辦。
2013年11月1日，新任法務部部長羅瑩雪以「以和為貴」為由撤回告訴，邱議瑩獲不起訴處分。
2015年7月15日，國民黨中常會徵召鍾易仲出任高雄市第一選舉區之候選人；7月31日上午，舉行記者會正式宣布投入立委選舉，挑戰時任民進黨立委邱議瑩，形成政治新人對決政壇老將之局勢。

### 第9屆立法委員
2017年7月13日，立法院臨時會審查「前瞻基礎建設特別條例」草案的全院談話會時，國民黨立委許淑華不滿民進黨立委邱議瑩在談話會時拉扯同黨立委李彥秀，兩人爆發肢體衝突，許淑華呼了邱議瑩一巴掌。

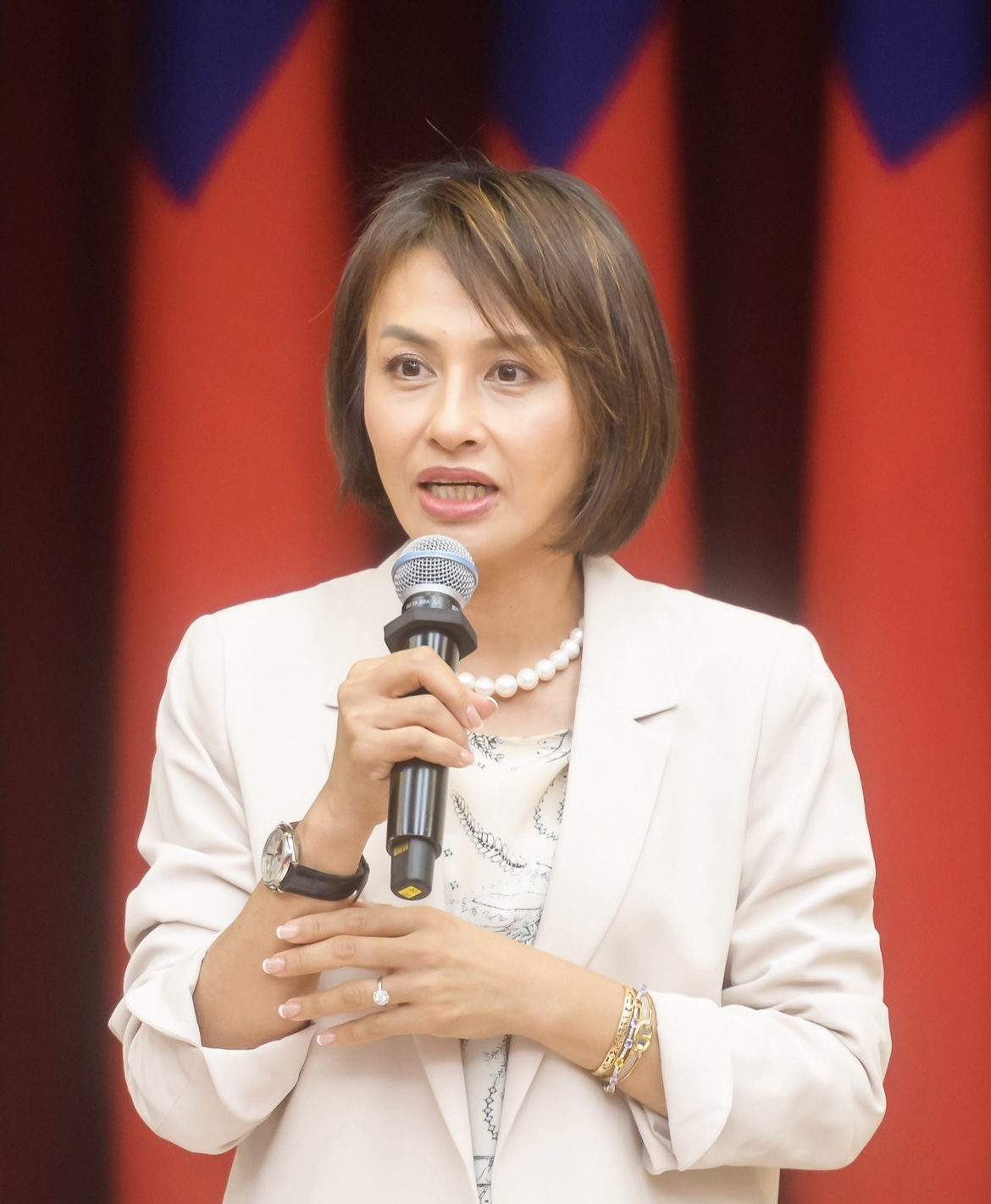
立法委員任內的邱議瑩

2019年5月17日，立法院院會表決各版本同婚專法草案，邱議瑩受訪時公開表態挺政院版同婚專法草案。

### 參選高雄市市長
關於2026年高雄市長選舉，前總統陳水扁指出民進黨立委邱議瑩將是高雄市市長大黑馬，邱議瑩在黨内資歷深，25年以前已經是民進黨的中央常務委員，反觀其他黨内現在的高雄立委在當時的黨職也僅僅是黨代表。

## 爭議事件

### 失言罵原住民立委「番仔」
2016年11月16日上午，立法院經濟委員會審查農委會預算，針對民進黨政府打算開放進口日本核災地區食品，國民黨立委提案要求農委會先對此進行專案報告。在藍綠立委爭吵過程中，民進黨立委邱議瑩脫口說「不跟你們吵了啦，跟你們這些番仔講話也沒效」。國民黨原住民立委廖國棟、孔文吉等人召開記者會譴責邱議瑩，要求將邱議瑩送交立法院紀律委員會懲處；邱議瑩回批，查閱中文維基百科，「番仔」是不可理喻之人，國民黨立委的行為就是不可理喻，「這有什麼好送紀律委員會的？我不懂耶」，「他們是不是有被害妄想症」。同日，邱議瑩在臉書表示，她未對原住民族朋友有任何不敬，「我的家鄉有相當多原住民族朋友，包括與我情同母女的阿月保姆」，平等尊重各族群是基本認知，如果有原住民朋友感到被冒犯，她會虛心檢討。淡江大學教授包正豪表示，邱議瑩面對原住民立委的時候說對方有被害妄想症，這就坐實邱議瑩「骨子裡歧視原住民」，民進黨被稱為閩南沙文主義政黨不是沒有道理，請不要老是拿「我是無心的」來搪塞。
永嘉法律事務所主持律師李漢中表示，邱議瑩的言論是立委濫用言論免責權、貶抑原住民的語言暴力行為，不應該出現在國會之中，而且絶對應該受到譴責與懲罰。國立東華大學教授施正鋒表示，「番仔」在台灣過去一百多年來都是歧視原住民的用語，漢人罵人「番仔」就是比喻此人像原住民一樣不講道理，是一種歧視；邱議瑩作為一名立委，在公開場合罵人「番仔」，實在不宜。時代力量原住民立委高潞·以用·巴魕剌說，原住民族人對「番仔」一詞感到不舒服，絕非被害妄想症，而是真實的生命經驗和社會處境。
在四方抗議聲不斷下，事隔25小時後，邱議瑩才被迫於11月17日在臉書道歉，「對於自己的談話引發的誤會，我願意再次誠摯的道歉」。11月18日，邱議瑩在立法院議場三鞠躬向國民黨立委道歉，還連說3次「對不起」。11月21日，邱議瑩丈夫、客家委員會主任委員李永得說，對於族群、語言、宗教等問題，任何有些比較負面評價的部分，政治人物盡量不要使用；邱議瑩的發言「並無不當」、但「極為不妥」，縱使她完全沒有歧視原住民的意思，卻造成有些族群心裡不愉快、不舒服，這就是不妥。

### 丈夫李永得被盤查事件，批評警方
2017年3月19日，客委會主委李永得穿拖鞋到樓下附近超商買東西，被台北市警局保安大隊員警盤查，並在臉書貼文批評，但不少民眾認為警方是合理行使職權，並在臉書上留言批評邱議瑩。針對民眾的留言，邱議瑩在自己臉書反批。後來邱議瑩刪文，並認為自己被網路霸凌。但該文已被不少網友截圖備份，並質疑邱議瑩為何刪文，且在臉書發起「罷免邱議瑩」的臉書粉絲團。

### 礦業法立場
2017年12月27日上午，立法院經濟委員會審查《礦業法》修正案，民進黨立委林淑芬批評經濟部次長王美花護航礦場業者，邱議瑩對林淑芬說「講話不要這樣啦」，林淑芬說「那就請你們好好誠實面對，修法不是要護航、救礦場業者」。邱議瑩大罵林淑芬「大家都在改革，不是只有妳在改革」，更質問林淑芬：「妳跟環團站在一起羞辱本黨委員，是什麼意思？不想講妳，妳還這樣！」同日下午，林淑芬在自己臉書發文，駁斥邱議瑩：「從《礦業法》修法倡議開始，公民團體不只跟我，還與高志鵬、蘇治芬、尤美女、周陳秀霞、黃國昌、高潞·以用等跨黨派委員共同努力，何來『羞辱本黨同僚』之說？」
2018年1月11日，國立政治大學台灣文學研究所教授、前民進黨文宣部主任陳芳明表示，「財團支持執政黨」是台灣社會的重要傳統，這個結構性的問題逐漸影響了民進黨的決策；邱議瑩與林淑芬的口角是最典型的例子，邱議瑩的發言代表民進黨與環團是站在對立面。

### 雞蛋大富翁失言
2023年3月22日，邱議瑩在立法院經濟委員會質詢農委會主委陳吉仲時指控，國內雞蛋供應吃緊，卻有「雞蛋大富翁」手上雞蛋多到可以上網跟人交換，一邊「囤蛋」、一邊罵政府。2023年3月23日，名嘴朱學恒開直播，批評邱議瑩「愚蠢」、「不知民間疾苦」。2023年3月27日，前時代力量黨主席黃國昌開直播，觀看邱議瑩質詢陳吉仲影片，批評邱議瑩：「做這種洗地的質詢，我看不下去。」

## 私人生活

### 婚姻
2011年4月21日，與同為客家族群代表、相差十六歲並育有一位大學女兒的時任高雄市政府政務副市長李永得結婚。

### 健康問題
2011年12月7日，邱議瑩到高醫院電腦斷層檢查，發現約13公分大的水樣腫瘤，壓迫右側輸尿管，右腎也水腫，在12月18日進行手術切除，腫瘤切除後，仍可能會再發生，需要再定期追蹤。2012年2月7日立法委員邱議瑩在臉書上透露，在病理報告中發現「不好的細胞」的消息，經邱議瑩的助理證實罹患卵巢癌第一期，選前切除部分腫瘤，選後第三天接受進行首次化療。
2016年，主治醫師宣告她完全康復，抗癌成功。

## 選舉紀錄
| 年度 | 選舉屆數               | 選舉區                                 | 所屬政黨   | 得票數    | 得票率 | 當選標記 | 備註     |
| ---- | ---------------------- | -------------------------------------- | ---------- | --------- | ------ | -------- | -------- |
| 1996 | 第三屆國民大會代表選舉 | 屏東縣第一選舉區                       | 民主進步黨 | 38,620    | 15.91% |          |          |
| 2001 | 第五屆立法委員選舉     | 屏東縣立法委員選舉區                   | 民主進步黨 | 49,752    | 12.14% |          |          |
| 2004 | 第六屆立法委員選舉     | 屏東縣立法委員選舉區                   | 民主進步黨 | 31,651    | 8.04%  |          |          |
| 2005 | 任務型國民大會代表選舉 | 任務型國民大會代表選舉                 | 民主進步黨 | 1,647,791 | 42.52% |          | 排名第24 |
| 2008 | 第七屆立法委員選舉     | 全國不分區及僑居國外國民立法委員選舉區 | 民主進步黨 | 3,610,106 | 36.91% |          |          |
| 2012 | 第八屆立法委員選舉     | 高雄市第一選舉區                       | 民主進步黨 | 89,913    | 54.32% |          |          |
| 2016 | 第九屆立法委員選舉     | 高雄市第一選舉區                       | 民主進步黨 | 87,432    | 59.02% |          |          |
| 2020 | 第十屆立法委員選舉     | 高雄市第一選舉區                       | 民主進步黨 | 91,561    | 55.92% |          |          |
| 2024 | 第十一屆立法委員選舉   | 高雄市第一選舉區                       | 民主進步黨 | 79,567    | 54.67% |          |          |

## 著作
| 年份   | 書名               | 作者                                   | 出版社   | ISBN                |
| ------ | ------------------ | -------------------------------------- | -------- | ------------------- |
| 2017年 | 《生命的溫暖戰歌》 | 邱議瑩／口述，林芝安、林唯莉／採訪整理 | 天下文化 | ISBN 978-9864793150 |

## 外部連結
- 立法院 邱議瑩委員簡介 （页面存档备份，存于）
- 登真-邱議瑩的Facebook專頁
- YouTube上的邱議瑩頻道

| 中華民國政府職務 | 中華民國政府職務                                | 中華民國政府職務 |
| ---------------- | ----------------------------------------------- | ---------------- |
| 行政院           |                                                 |                  |
| 前任： 李永得    | 客家委員會副主任委員 2005年6月10日—2008年2月1日 | 繼任： 彭添富    |
| 政党职务         |                                                 |                  |
| 民主進步黨       |                                                 |                  |
| 前任： 蔡其昌    | 民主進步黨立法院黨團書記長                      | 繼任： 陳亭妃    |